# Anfallet mot Eckernförde
Anfallet mot Eckernförde utspelade sig den 6 maj 1849 under Slesvig-holsteinska kriget. En dansk eskader under Frederik Paludan gjorde ett misslyckat försök att förstöra de tyska kustbatterierna vid staden Eckernförde och led stora förluster. Trots att anfallet endast var en avledning för större trupprörelser i Slesvig innebar förlusten av två örlogsfartyg och över 1100 man en kännbar motgång för danskarna.

## Bakgrund
När striderna återupptogs efter vapenvilan 1849 gick danskarna till anfall vid Sundeved och Slesvig. För att stödja offensiven skulle den danska flottan utföra ett avledande anfall mot staden Eckernförde och förstöra de tyska kustbatterierna där. En mindre styrka på 250 soldater skulle även sättas i land för att ge intryck av en större landstigning. De tyska flankerna var sårbara för landstigningar längs Slesvigs kuster och ett sådant företag kunde inte ignoreras av tyskarna. Till befälhavare för operationen utsågs kommendörkaptenen Frederik Paludan. 

## Styrkeförhållanden

### Den danska eskadern
Den danska styrkan som avdelades för anfallet bestod av: 
- Linjeskeppet Christian VII (84 kanoner) – Frederik Paludan

- Fregatten  Gefion (48 kanoner) – J. A. Meyer
- Ångfartygen Hekla och Geiser

### De tyska trupperna
Eckernförde försvarades av två kustbatterier med en sammanlagd bestyckning av:
- 2x 84-punds bombkanoner
- 4x 18-punds kanoner

Besättningen utgjordes av 91 artillerister från det Slesvig-holsteinska 5:e fästningsartilleriregementet.

## Anfallet
Klockan 07.30 på morgonen den 5 april seglade den danska eskadern in i Eckernfördeviken. Bombardemanget av de tyska batterierna inleddes omedelbart och det nordliga av dessa slogs snart ut. Plötsligt tilltog vinden dock i styrka och drev undan Geifion från sin plats i den danska slaglinjen. När Geiser försökte bogsera tillbaka fregatten utsattes ångfartyget för en mördande eldgivningen från det kvarvarande batteriet. En träff slog ut Geisers ångmaskin och lämnade fartyget manöverodugligt. Snart kom också Christian VII ur position och när Hekla försökte undsätta linjeskeppet skadades även hon allvarligt av den koncentrerade tyska elden. Den starka vinden hindrade segelfartygen från att ta sig ut ur viken och Paludan bad om eldupphör. Under eldupphöret gjorde danskarna ett misslyckat försök med att varpa fartygen i säkerhet. Striderna återupptogs klockan 17.30 och Geifion tvingades snart att Stryka flagg. Trots den våldsamma tyska elden fortsatte besättningen på Christian VII att göra motstånd. 
Paludan insåg dock snart att fortsatt stridande var meningslöst och gav order om att överge skeppet. Under utrymningen utbröt en eldsvåda ombord och släckningsförsök från besättningen misslyckades. En tysk underofficer steg ombord och krävde att de sårade besättningsmännen skulle stanna kvar på fartygets och att dess krutförråd inte skulle tömmas. Paludan protesterade med hänvisning till branden ombord men tvingades till slut att gå med på tyskarnas krav. Trots detta beordrade han ändå att krutet skulle kastas överbord. Ordern kom dock försent då branden spred sig över skeppet i snabb takt. Vid 8-tiden på kvällen exploderade Christian VII. De flesta av de ombordvarande, däribland många sårade, omkom omedelbart. Paludan, som befann sig i land, beskådade fartygets förlisning från stranden.

## Efterspel
Anfallet hade stått danskarna dyrt. Två fartyg hade gått förlorade och över 1100 man hade antingen dödats, sårats eller tagits tillfånga. De Slesvig-holsteinska förlusterna var betydligt lättare med endast 4 döda och 14 sårade. Den tyska segern hade dock ingen påverkan på krigets utgång.